# Río Piedras (Salta)
Río Piedras es una localidad argentina de la provincia de Salta, en el Departamento Metán.
Se ubica sobre la Ruta Nacional 34 y las vías del Ferrocarril General Belgrano, 25 km al norte de San José de Metán antes de llegar a Lumbreras.

## Población
Contaba con 1,148 habitantes (Indec, 2001), lo que representa un incremento del 62,1% frente a los 708 habitantes (Indec, 1991) del censo anterior.

## Economía
La localidad de Río Piedras es netamente agrícola basada en el cultivo de soja (desde los 1990), trigo (desde el siglo XVII), maíz (desde hace milenios) y tabaco. En el municipio de esta localidad se ubican parte de los yacimientos de la desaparecida antigua ciudad española de Esteco Nueva.

## Historia
En las inmediaciones del  Río Piedras  se libró un combate por la independencia Argentina y la Emancipación de América el día  el 3 de septiembre de 1812. En donde las Fuerzas Patriotas comandadas por  Eustoquio Díaz Vélez, derrotaron a los realista guiados por Agustín Huici. Siendo este Combate de las Piedras uno de los más memorables de la Historia Argentina, siendo honrado en una de las primigenias estrofas del Himno Nacional.

## Sismicidad
La sismicidad del área de Salta es frecuente y de intensidad baja, y un silencio sísmico de terremotos medios a graves cada 40 años